# Yonatan Netanyahu
Yonatan «Yoni» Netanyahu (en hebreo: יונתן «יוני» נתניהו‎; Nueva York, 13 de marzo de 1946-Entebbe, 4 de julio de 1976) fue un miembro de la unidad élite Sayeret Matkal de las Fuerzas de Defensa de Israel (FDI). Su hermano menor, Benjamin Netanyahu, es el actual primer ministro de Israel, siéndolo antes en dos períodos.
Al teniente coronel Netanyahu le fue concedida la medalla del servicio distinguido (en hebreo: עיטורהמופת) por su conducta en la guerra de Yom Kippur. Cayó en combate durante la operación Entebbe en el aeropuerto de Entebbe (Uganda), donde el vuelo 139 de Air France, un Airbus con 12 tripulantes y 248 pasajeros, había sido secuestrado; los rehenes fueron rescatados por militares israelíes. Netanyahu fue el jefe del equipo que asaltó directamente la terminal y la única baja militar israelí de la incursión.

## Carrera militar

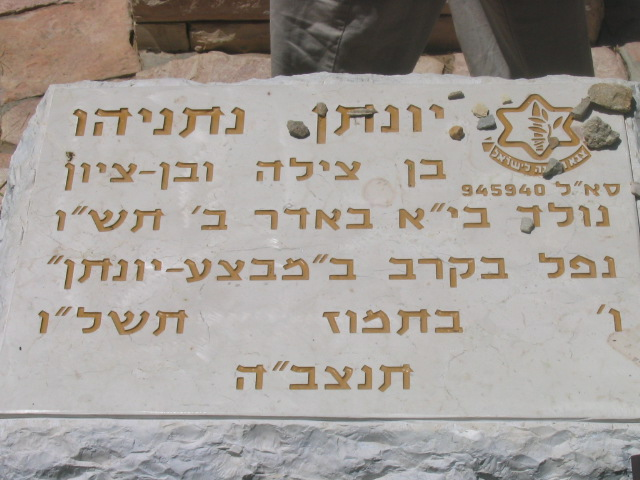
Tumba de Jonathan Netanyahu.

Yonatan Netanyahu entró en las FDI en 1964 y sobresalió en la academia de oficiales. Le dieron el mando de una compañía de paracaidistas. El 5 de junio de 1967, durante la guerra de los Seis Días, su batallón combatió en la batalla de Um Katef en el Sinaí. En la lucha por los Altos del Golán, Yonatan recibió una herida en un codo mientras ayudaba a un soldado herido.
Después de la guerra de los seis días, Netanyahu fue a Estados Unidos para estudiar en la Universidad de Harvard. Volvió a Israel un año más tarde debido a la guerra de Desgaste. Siguió sus estudios en la Universidad Hebrea de Jerusalén, volviendo al servicio militar activo poco después.
En la década de 1970 se puede decir que desarrolló a los Sayeret Matkal (fuerzas especiales israelíes), y en el verano de 1972 fue designado comandante en jefe de la unidad. Durante ese año ordenó una incursión en la cual capturaron y fueron intercambiados oficiales sirios a cambio de pilotos israelíes prisioneros en Siria. Al año siguiente participó en la Operación Primavera de Juventud (מבצע אביב נעורים), en la cual Sayeret Matkal, Shayetet-13 y el Mossad mataron a los terroristas y a una parte de la dirección de Septiembre Negro (grupo terrorista de la OLP que había planificado la masacre de Múnich en 1972).
Durante la guerra de Yom Kippur en octubre de 1973, Netanyahu comandó una fuerza del Sayeret Matkal en los Altos del Golán que eliminó a más de 40 comandos sirios en una batalla que frustró la reconquista de Siria de los Altos del Golán. Durante la misma guerra, también rescató al teniente coronel Yossi Ben Hanan cuando se encontraba herido tras las líneas sirias.
Después de la guerra, le concedieron a Netanyahu la medalla del servicio distinguido (en hebreo: עיטורהמופת), la tercera condecoración militar más alta de Israel por su conducta en tiempo de guerra. Netanyahu entonces se ofreció voluntario para servir como comandante en el Ejército debido a las grandes bajas infligidas a los israelíes durante la guerra, con un número especialmente desproporcionado entre los oficiales. Netanyahu hace el curso de oficial tanquista y le dan el mando de la brigada armada Barak, que fue disuelta durante la guerra. Su brigada se convirtió en la principal unidad militar en los Altos del Golán.
En junio de 1975, Netanyahu dejó el cuerpo armado y volvió al Sayeret Matkal como comandante de la unidad. Cayó en combate el 4 de julio de 1976 mientras participaba en la Operación Entebbe, su primera gran operación desde su vuelta a la unidad. Netanyahu fue el único soldado israelí abatido durante la incursión (junto con 3 rehenes, docenas de ugandeses y 6 terroristas palestinos). La operación en sí misma se considera un éxito enorme con casi todos los rehenes rescatados.